# Trobischhof (Radebeul)
Der ehemalige Trobischhof, insbesondere das Wohnstallhaus in der Coswiger Straße 23 mitsamt seiner Toreinfahrt, ist ein unter Denkmalschutz stehender Resthof am Rand der Ortslage des Stadtteils Zitzschewig der sächsischen Stadt Radebeul, direkt an der Einmündung in die Meißner Straße.
Er beherbergt ein Restaurant mit Weinstube und Pensionszimmern, zudem wird das Anwesen von den Winzern kastler friedland als Weinkelterei und Sitz ihrer Winzergemeinschaft genutzt.

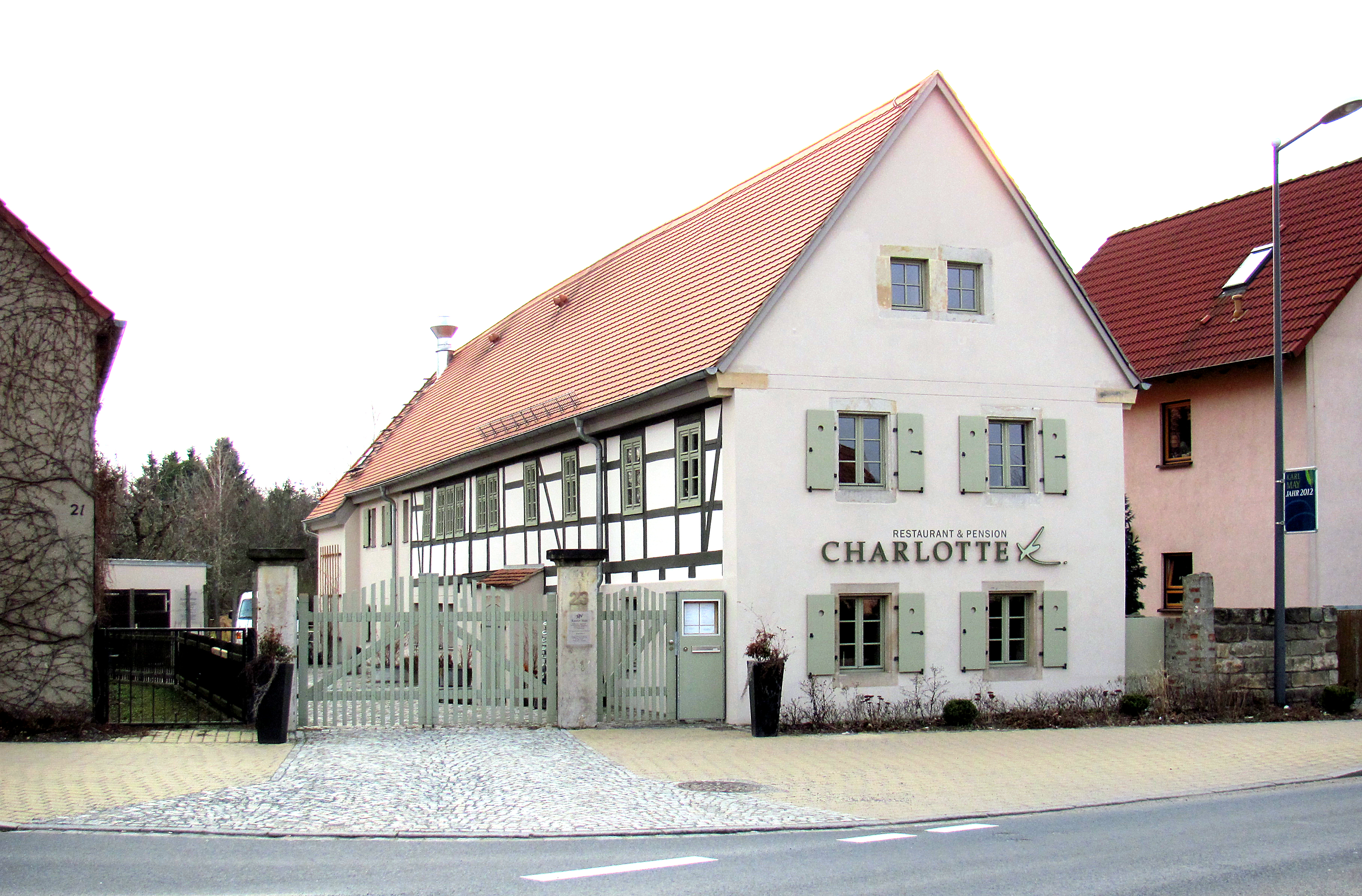
Coswiger Straße 23

## Beschreibung
Das langgestreckte, aus mehreren Baukörpern bestehende ehemalige Wohnstallhaus ist Teil eines ehemaligen Zweiseithofs, dessen hinten im Grundstück quer ausgerichtete Scheune abgegangen ist. Das Gebäude ist zweigeschossig mit einem Satteldach. Auf dem massiven Erdgeschoss steht ein in Fachwerk ausgeführtes Obergeschoss. Das Erdgeschoss sowie der Straßengiebel sind verputzt. Die sich ehemals im Erdgeschoss des Giebels befindlichen, unproportionalen Öffnungen wurden durch kleinteilige Fenster mit Klappläden ersetzt. Das Dach ist ziegelgedeckt. In der linken Seitenansicht befindet sich die Eingangstür. Links neben dieser Tür befindet sich ein korbbogiger Portalvorbau, der in den Keller führt. Die Einfahrt auf den Hof bilden große Torpfeiler mit Sandsteinabdeckungen (unter Coswiger Straße 9023 ebenfalls denkmalgeschützt).
Das unter Straßenniveau liegende Erdgeschoss beherbergt heute die Restauranträume, während die Gastzimmer im Obergeschoss untergebracht sind. Der Keller dient der Kelterei.

## Geschichte

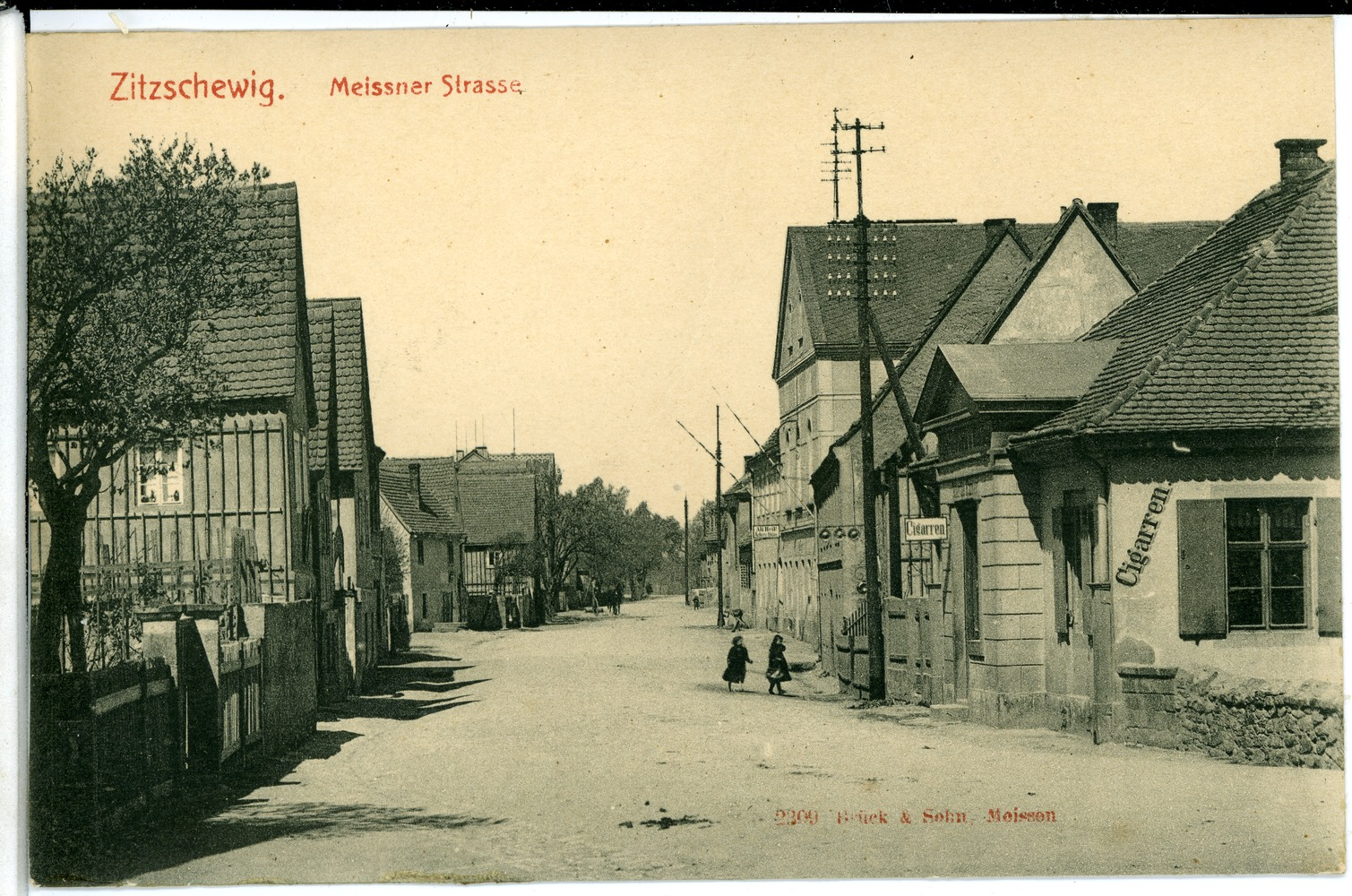
Meißner Straße Richtung Westen (1902): Rechts steht das inzwischen abgerissene ehemalige Chausseewärterhaus (Meißner Straße 414), dahinter der ehemalige Gasthof Zitzschewig. Links stehen Meißner Str. 443 und 445. Der Baum ganz links steht im Vorgarten von Nr. 441, dem rechten Nachbarhaus des hier beschriebenen Wohnstallhauses (oben rechts im Bild).

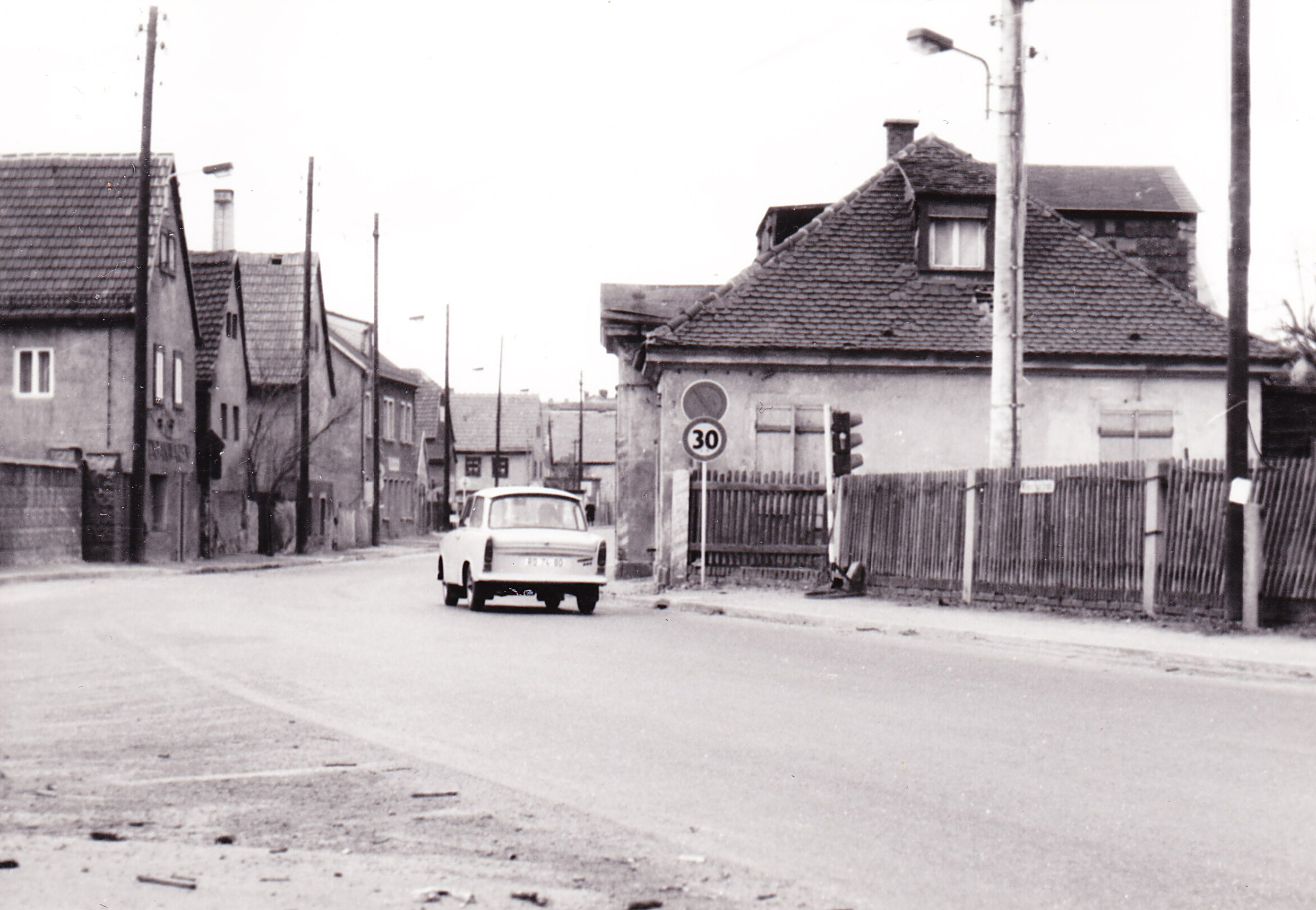
Beschreibung wie oben drüber (Januar 1990). Vor der Coswiger Straße links schwenkt die Meißner Straße leicht nach rechts.

Das in einem Türsturz mit 1827 sowie den Initialen J.G.T. für Johann Gottlob Trobisch (daher Trobischhof) bezeichnete Bauernhaus stammt in Teilen vermutlich bereits aus dem 18. Jahrhundert. Es gehört zu den gleich außerhalb des Angers an der alten Postchaussee (Meißner Straße) zwischen Dresden und Leipzig entstandenen giebelständigen Bauernhäusern des Dorfes Zitzschewig, etwa gegenüber dem Standort des inzwischen abgerissenen Gasthofs Zitzschewig. Die an dieser Stelle beginnende Coswiger Straße führt unter dem nahegelegenen Bahndamm hindurch und verbindet Zitzschewig mit dem Anger von Naundorf. Seit dem Bau der Ferneisenbahnverbindung Dresden–Leipzig 1839 bis zum Jahr 1925 hieß die Straße Kirchweg, da dort die Zitzschewiger Bewohner die Bahngleise überqueren konnten, um in die für sie zuständige Kirche zu Kötzschenbroda zu gelangen.
Das Wohnstallhaus brannte in der zweiten Hälfte des 19. Jahrhunderts ab, lediglich der massive Giebel zur Straße hin blieb stehen. Beim vereinfachten Neuaufbau wurde der rückseitige Giebel abgewalmt. Noch im 19. Jahrhundert wurde die Landwirtschaft aufgegeben und die Familie Georg Roßberg (senior und junior) betrieb dort eine Gärtnerei. In der Folge boten dort ein Sattler und ein Tapezierer ihre Dienste an, dann folgte ein Friseurgeschäft, das seine Fenster im Giebel zur Straße hin hatte. Gegen Ende der DDR fand sich dort ein Laden der Firma Rodax, in dem Haushaltschemie verkauft wurde.
Das nach der Wende verfallende Gebäude wurde 2004 von der Familie Kastler (Kastler Wein auf dem Wächterberg) in Zitzschewig übernommen und von 2005 bis 2007 saniert. Die gelungene Sanierung wurde 2008 mit dem Radebeuler Bauherrenpreis in der Kategorie Bauen im Bestand ausgezeichnet. Die Auszeichnung für die Sanierung des Gebäudes wurde über die denkmalpflegerisch qualitätsvolle Arbeit hinaus vor allem für „eine wichtige städtebauliche Entscheidung in der prekären Ortsdurchfahrt“ verliehen, verbunden mit der Hoffnung, dass dies „als Auftaktentscheidung für eine weitere Gebietsaufwertung verstanden und aufgenommen wird“. Darüber erhielt das Gebäude im Jahr 2009 beim Sächsischen Landeswettbewerb für Ländliches Bauen einen Ersten Preis verliehen. Der Bauherr gewann bereits den Bauherrenpreis 2003 mit dem Systemholzhaus Knollenweg 8, das inmitten der Rebflächen seines Weinguts liegt (siehe bei Wächterberg des Önologen Carl Pfeiffer).
Der Zitzschewiger Winzer Bernd Kastler aus der Lage Radebeuler Johannisberg tat sich 2013 mit dem Oberlößnitzer Winzer Enrico Friedland zusammen, dessen Steillagenweinberg direkt im Westteil des Goldenen Wagens in der gleichnamigen Lage liegt. Friedland brachte dann noch einen Weinberg in der Lage Radebeuler Steinrücken in die Gemeinschaft ein, die damit 1 Hektar Weinland in Radebeul bewirtschaftet. Aus dem Ertrag aller drei Lagen werden seit 2013 gemeinsam Elbtalweine aus den Trauben Müller-Thurgau, Weißburgunder und Dornfelder (alle Johannisberg), Bacchus und Kerner (vom Steinrücken) sowie Silvaner und Spätburgunder (Goldener Wagen) gekeltert.